# Chartreuse de Sheen Anglorum
Ne doit pas être confondu avec Chartreuse de Sheen.
La chartreuse de Sheen Anglorum, également connue sous le nom de chartreuse de Jésus-de-Bethléem de Nieuport (en néerlandais : Kartuize Nieuwpoort), était une communauté de chartreux anglais en exil après 1539, à la suite de la dissolution des monastères. Le monastère était situé à Nieuport, sur le territoire belge actuel. Son nom est dérivé de l'ancienne chartreuse de Sheen, Anglorum signifiant en latin « des Anglais ». 
La communauté s'est implantée successivement à Bruges (Val-de-Grâce) (1559–1569), Bruges (Sinte-Clarastraat) (1569-1578), Namur ou Douai (1578), puis Noyon, Louvain (1578-1589), Anvers (1589-1591), Malines (1591-1626) et finalement Nieuport (1626-1783).

## Historique
Lors de la dissolution des monastères par Henri VIII, entre 1537 et 1539, plusieurs chartreux anglais se réfugient à la chartreuse de Bruges, d'où ils tentent de restaurer le prieuré de Sheen en 1556, sous la catholique Marie Tudor. De nouveau expulsés d'Angleterre en 1559, sous Élisabeth Ire, ils reviennent à Bruges. La cohabitation entre moines flamands et anglais s'avérant difficile, et malgré des conditions de vie misérables, la communauté anglaise achète une maison rue Sainte-Claire dans Bruges et devient autonome en 1569, sous le nom de Sheen Anglorum. Leur existence est assez précaire.
En 1578, les soldats du prince d'Orange font irruption dans leur maison et s'y installent jusqu'à ce qu'ils en soient. Les magistrats de Bruges, craignant le retour de pareils excès, ordonnent aux pauvres moines de quitter promptement la place. Au nombre de dix-huit pères et de deux frères, ils se dirigent d'abord sur Lille, puis sur Douai et sur Cambrai, sans qu'on veuille les recevoir, sans doute à cause de leur grande pauvreté. En passant à Saint-Quentin, ils espèrent trouver un asile à la Chartreuse de Noyon et s'empressent de s'y rendre. Mais, après quelque temps, craignant d'abuser de la charité de leurs confrères, ils se transportent à au monastère de Louvain, et y demeurent jusqu'en 1595. 
Vers 1589, ils quittèrent Louvain pour Anvers, d'où ils repartent en 1591 pour Malines, où ils peuvent acheter une maison. La situation matérielle de la communauté s'améliore, grâce à des dons, et elle peut acheter plusieurs immeubles contigus ; mais ce complexe urbain ne peut former une véritable chartreuse. Finalement, en 1626, elle s'implante à Nieuport, espérant pouvoir y attirer des novices d'Angleterre. 
Pendant le XVIIe siècle, la maison progresse lentement, sans pourtant devenir une fondation importante. Vers la fin du siècle, les vocations anglaises diminuent. Quand le monastère fut supprimé en 1783, il n'y avait que trois pères et deux frères donnés. La chartreuse de Nieuport a atteint la stabilité et a perduré jusqu'à ce que, dans le cadre des réformes rationalistes de l'empereur Joseph II, elle soit supprimée en 1783.

## Prieurs
Maurice Chauncy (en) (†1581) est l'un des premiers prieurs. John Duckett, prieur avant le début du XVIIe siècle, était le fils du bienheureux James Duckett (martyrisé à Tyburn 19 avril 1601) et l'oncle du bienheureux John Duckett (martyrisé à Tyburn le 7 septembre 1644). Francis Nicholson (1650-1731) et Theodore Augustine Mann (1735-1809), prieur de 1764 à 1777, étaient également liés à la communauté. 
Le dernier prieur, le père Williams, est décédé à Little Malvern Court le 2 juin 1797. Ses papiers, le sceau de Sheen Anglorum et diverses reliques sont passés en possession des Chartreux de Parkminster .